# 毛爾勒勒特山
47°02′43″N 12°26′19″E / 47.045151°N 12.438537°E
毛爾勒勒特山（德語：Maurer Röte），是奧地利的山峰，位於該國西部，由蒂羅爾州負責管轄，屬於維內迪傑山脈的一部分，海拔高度2,873米，人類在1931年8月14日首次登頂。